# Matjaž Klopčič
Matjaž Klopčič (ur. 4 grudnia 1934 w Lublanie, zm. 15 grudnia 2007 tamże) – słoweński reżyser filmowy, scenarzysta oraz pedagog. 

## Życiorys
Urodził się w muzycznej rodzinie. W latach gimnazjalnych trenował szermierkę. W tym czasie brał udział w turniejach w całej Europie (Dunaj, Paryż). W roku 1959 ukończył studia na Wydziale Architektonicznym Uniwersytetu Lublańskiego. W roku 1952 po raz pierwszy miał możliwość bliższego zapoznania się ze sposobem tworzenia filmu, kiedy to jako instruktor szermierki uczył walki Bojana Stupica oraz Staneta Severja do filmu Jara Gospoda. W latach 1963–1965 podyplomowo studiował reżyserię w Paryżu, dzięki otrzymanemu stypendium. 
Na początku nagrywał krótkie filmy propagandowe, np. Romanca o solzi, Na sončni strani ceste, Zadnja šolska naloga. Później nagrywał fabularne filmy pełnometrażowe oraz dramaty telewizyjne.
Przez długi czas był głównym profesorem reżyserii Akademii teatru, radia, filmu i telewizji w Lublanie (AGRFT). 

## Nagrody
- Nagroda Župančiča w roku 1973 za działalność filmową (1973)
- Nagroda im. Badjura w roku 1973 oraz 2000 za twórczość w dziedzinie kinematografii
- Zlata arena w roku 1973 i 1975 na festiwalu filmowym w Pulju

## Filmografia
Scenariusz i reżyseria
- Triptih Agate Schwarzkobler (1997)
- Dediščina (1984)
- Strah (1974)
- Cvetje v jeseni (1973/74)
- Na papirnatih avionih (1967)